# Романсхорн — Женева
Романсхорн — Женева (англ. Romanshorn-Geneva) — шоссейная однодневная велогонка, с 1894 по 1928 год периодически проводившаяся в Швейцарии по маршруту Романсхорн — Женева. 

## Призёры
| Год                      | Победитель        | Второй      | Третий             |
| ------------------------ | ----------------- | ----------- | ------------------ |
| 1894                     | Эмиль Мейер       | Леон Меро   | Гастон Бегин       |
| 1895-1901 не проводилась |                   |             |                    |
| 1902                     | Марсель Лекатр    | Карл Кезер  | Alfred Chambettaz  |
| 1903 не проводилась      |                   |             |                    |
| 1904                     | Марсель Лекатр    | Эрнст Дубах | Эрнст Рётлисбергер |
| 1905-1907 не проводилась |                   |             |                    |
| 1908                     | Марсель Лекатр    |             | Риккардо Маффео    |
| 1909-1925 не проводилась |                   |             |                    |
| 1926                     | Кастор Ноттер     | Анри Реймон | Хайри Зутер        |
| 1927                     | Альфред Саккомани | Хайри Зутер | Ханс Каспар        |